# Рибалочка мануський
Рибалочка мануський (Ceyx dispar) — вид сиворакшоподібних птахів родини рибалочкових (Alcedinidae). Ендемік Папуа Нової Гвінеї. Раніше входив до комплексу видів новогвінейського рибалочки-крихітки, однак був визнаний окремим видом.

## Опис
Довжина птаха становить 14 см. Виду притаманний статевий диморфізм. Верхня частина тіла синя, на спині бліда яскраво-синя смуга. Нижня частина тіла яскраво-оранжева. У самців голова яскраво-синя, на скронях у них невеликі білі плями, обличчя оранжеве, горло біле. У самиць голова переважно оранжева, синя пляма обмежена потилицею. Дзьоб яскраво-оранжевий.

## Поширення і екологія
Мануські рибалочки є ендеміками острова Манус в групі островів Адміралтейства. Вони живуть в підліску вологих тропічних лісів, в густих вторинних заростях і на плантаціях. Зустрічаються на висоті до 718 м над рівнем моря.

## Збереження
МСОП класифікує стан збереження цього виду як близький до загрозливого. Мануським рибалочкам загрожує знищення природного середовища.